# Herman Georg Simmons
Herman Georg Simmons ( 1866 - 1943 ) fue un ecólogo, botánico, briólogo, y algólogo sueco. Fue destacado explorador botánico en la "Segunda Expedición Noruega Ártica, en el legendario "navío Fram" que ocupó cuatro años, de 1898 a 1902

## Algunas publicaciones

### Libros
- 1906. The vascular Plants in the Flora of Ellesmereland. Nº 2 de Report of the second Norwegian arctic Expedition in the "Fram" 1896-1902. 197 pp. Reeditó BiblioLife en 2010, 232 pp. ISBN 1149575603
- 1907. Report of the Second Norwegian Arctic Expedition in the "Fram," 1898-1902, Vol. 1
- 1911. A revised List of the flowering Plants and Ferns of North Western Greenland. Vol. 16 de Report of the second Norw. Arctic Expedition in the "From" 1898-1902. 111 pp.

- La abreviatura «Simmons» se emplea para indicar a Herman Georg Simmons como autoridad en la descripción y clasificación científica de los vegetales.[1]